# Shin’ya Nakano

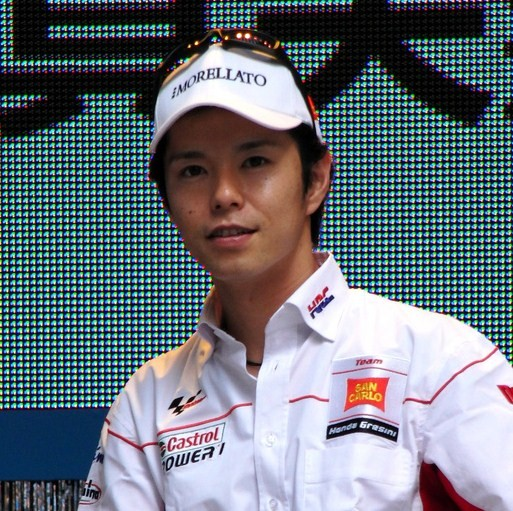
Shin’ya Nakano

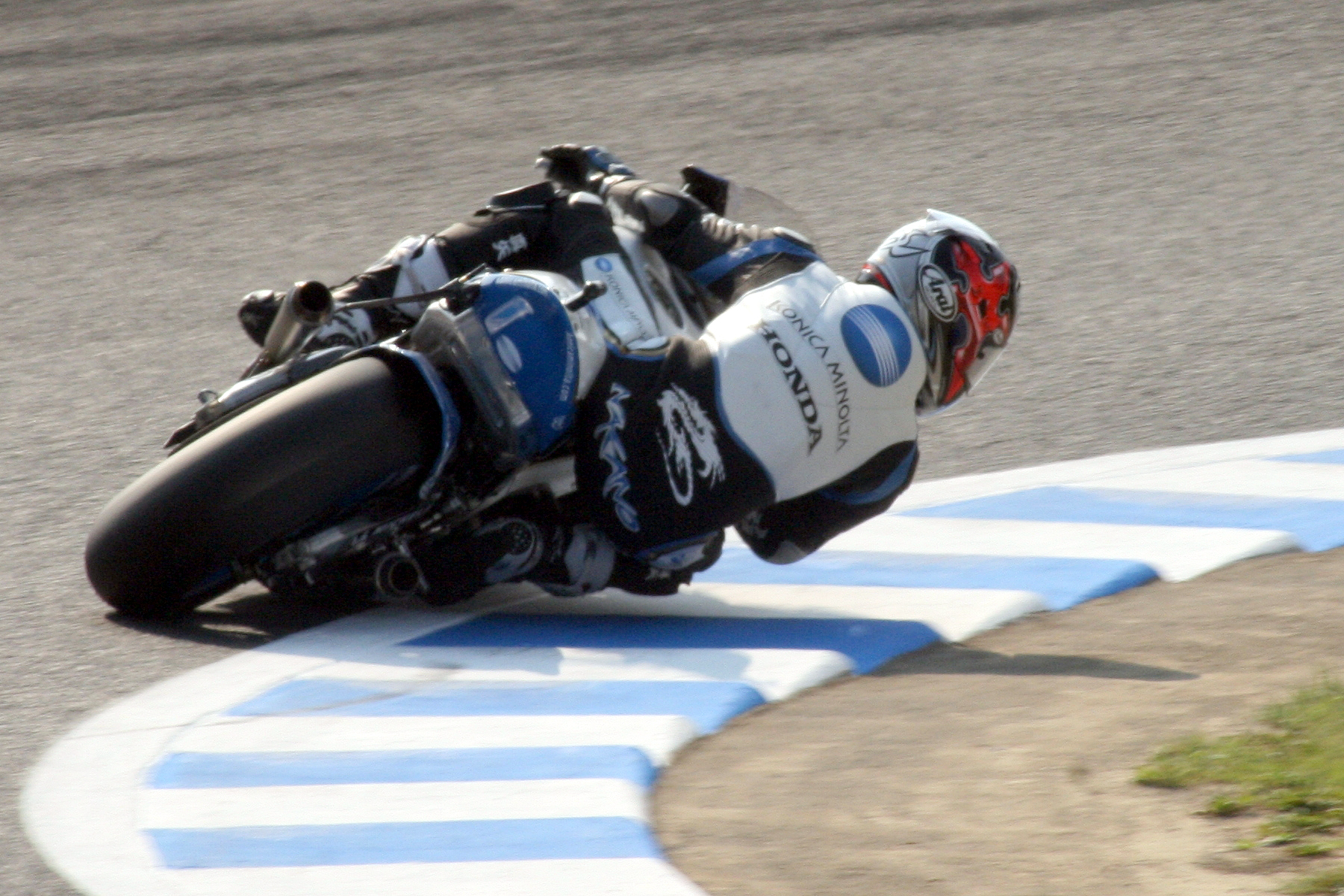
Nakano 2007 auf der Konica-Minolta-Honda

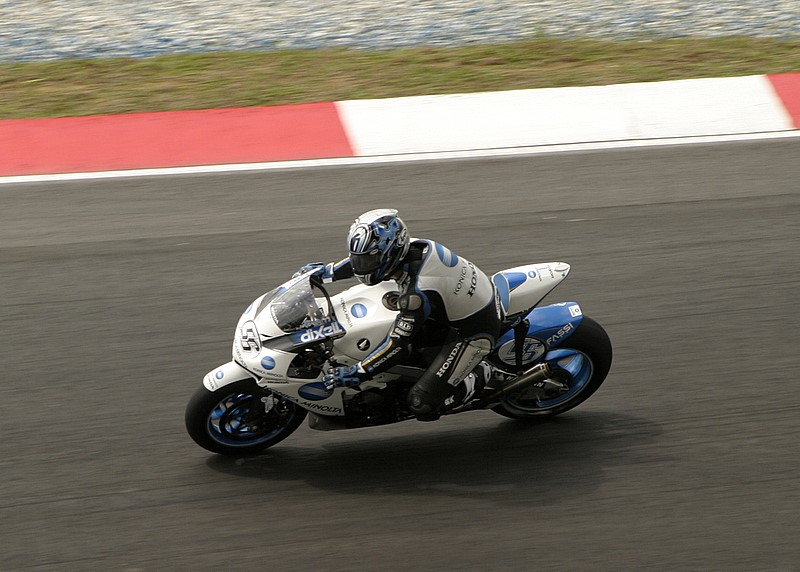
Nakano beim Großen Preis von Malaysia 2007

Shin’ya Nakano (jap. 中野 真矢, Nakano Shin’ya; * 10. Oktober 1977 in Tokio, Japan) ist ein ehemaliger japanischer Motorradrennfahrer.

## Karriere
Nakano begann seine Karriere in der japanischen Motorradmeisterschaft. Im Jahr 1998 wurde er auf Yamaha japanischer Meister in der 250-cm³-Klasse.
Seinen ersten Grand Prix im Rahmen der Motorrad-Weltmeisterschaft bestritt er auf Yamaha als Wildcard-Fahrer in der 250-cm³-Klasse beim Großen Preis von Japan in der Saison 1998, wo er auf Anhieb den zweiten Platz belegte. Zur Saison 1999 wechselte Nakano dann permanent in die 250er-WM und startete für das Chesterfield-Yamaha-Tech-3-Team. Er konnte den Grand Prix von Japan gewinnen und wurde mit insgesamt fünf Podiumsplatzierungen und 207 Punkten Vierter im Gesamtklassement.
In der Saison 2000 kämpfte Shin’ya Nakano mit seinem Teamkollegen, dem Franzosen Olivier Jacque, und seinem Landsmann Daijirō Katō um die Weltmeisterschaft in der 250-cm³-Klasse. Die Titelentscheidung war sehr knapp. Nakano bog in der letzten Runde des letzten Saisonlaufes in Phillip Island als Führender auf die Zielgeraden ein, in seinem Windschatten folgte Olivier Jacque. Kurz vor der Ziellinie scherte der Franzose aus, schaffte es, Nakano noch zu überholen, und gewann das Rennen mit 0,014 Sekunden Vorsprung. Damit musste sich Nakano mit 272 zu 279 Punkten geschlagen geben und wurde Vizeweltmeister.
Zur Saison 2001 wechselte das Tech-3-Team in die 500-cm³-Klasse der Motorrad-WM und startete wiederum auf Yamaha. Das Highlight in diesem Jahr war ein dritter Platz beim Grand Prix von Deutschland auf dem Sachsenring. Mit 155 Punkten wurde Nakano Fünfter des Gesamtklassements.

### MotoGP-Klasse
In der folgenden Saison wurde die Halbliter- zur MotoGP-Klasse, in der von nun an auch Viertakter starten durften. Anfangs startete Nakano noch auf einem 500-cm³-Zweitakter, später bekam er dann eine 990-cm³-Viertakt-Yamaha, die der Konkurrenz von Honda jedoch unterlegen war. Nakano konnte nicht einen Podestplatz erringen und belegte am Saisonende mit 68 Punkten nur Rang elf der Gesamtwertung.
Die Saison 2003 bestritt der Japaner wiederum auf Yamaha im D’Antin MotoGP-Team von Luis d’Antin. Wiederum ohne einen Podestplatz erreichte Nakano mit 101 Punkten den zehnten Platz der WM-Gesamtwertung.
Zur Saison 2004 entschied sich Shin’ya Nakano, zu Kawasaki zu wechseln, die nach einem desaströsen Debütjahr mit Garry McCoy und Andrew Pitt, dringend neue Fahrer brauchten. Beim Großen Preis von Japan in Motegi konnte er mit einem dritten Platz die erste Podiumsplatzierung für Kawasaki einfahren. Mit 83 Punkten wurde Nakano in diesem Jahr Zehnter im Gesamtklassement.
In den folgenden beiden Jahren zeigte Kawasaki jedoch nicht die erhoffte Weiterentwicklung, 2005 wurde der Japaner in der Weltmeisterschaft wiederum Zehnter, im Jahr 2006 schaffte er gar nur den 14. Gesamtrang. Deshalb entschied sich Shin’ya Nakano, für die Saison 2007 das Angebot des Konica Minolta-Teams anzunehmen, wo er eine Honda pilotierte, die zumindest zu Saisonbeginn gleichwertig mit der des Weltmeisters Nicky Hayden war. Dennoch erreichte er in 18 Rennen nur 47 Punkte, die ihm den 17. WM-Rang einbrachten und war dabei nie besser als Platz zehn.
In der Saison 2008 fuhr Shin’ya Nakano im Team des Ex-Weltmeisters Fausto Gresini wiederum eine Honda, diesmal allerdings auf Bridgestone-Reifen. Sein Teamkollege war Alex De Angelis aus San Marino, der aus der 250-cm³-Klasse aufgestiegen war. Nakano belegte konstant Platzierung im Mittelfeld und erreichte nur einmal nicht die Punkteränge. Sein bestes Saisonresultat war der vierte Platz beim Großen Preis von Tschechien in Brünn. Mit 126 Punkten wurde der Japaner Neunter der Gesamtwertung.

### Superbike-WM
Für die Saison 2009 unterzeichnete Shin’ya Nakano einen Vertrag als Aprilia-Werksfahrer in der Superbike-Weltmeisterschaft. Sein Teamkollege beim Wiedereinsteiger aus Noale wurde der vierfache 250-cm³-Weltmeister Max Biaggi. Bereits im dritten Rennen überhaupt mit der komplett neuen Aprilia RSV4, beim ersten Rennen in Losail (Katar), gelang dem Japaner der vierte Platz. Danach war die Saison jedoch nur noch von Mittelfeldplätzen und häufigen Verletzungen geprägt. In der Gesamtwertung belegte Nakano mit 86 Punkten den 14. Platz und blieb damit weit hinter den Leistungen von Biaggi zurück, der WM-Vierter wurde und beinahe viermal so viele Zähler einfuhr.
Am 28. Oktober 2009 erklärte Shin’ya Nakono seinen Rücktritt vom aktiven Rennsport. Als Grund nannte er Probleme mit den Bändern im Nackenbereich, mit denen er seit einem Unfall am Nürburgring zu kämpfen hatte.

## Statistik

### Erfolge
- Japanischer 250-cm³-Meister: 1998
- 250-cm³-Vizeweltmeister: 2000
- 6 Grand-Prix-Siege

### In der Motorrad-Weltmeisterschaft
| Saison | Klasse  | Team                       | Motorrad                       | Rennen | Siege | Zweiter | Dritter | Poles | Schn. Runden | Punkte | Ergebnis |
| ------ | ------- | -------------------------- | ------------------------------ | ------ | ----- | ------- | ------- | ----- | ------------ | ------ | -------- |
| 1998   | 250 cm³ | BP Yamaha Racing Team      | Yamaha YZR 250                 | 2      | –     | 1       | –       | –     | –            | 33     | 19.      |
| 1999   | 250 cm³ | Chesterfield Yamaha Tech 3 | Yamaha YZR 250                 | 16     | 1     | 2       | 2       | 2     | 1            | 207    | 4.       |
| 2000   | 250 cm³ | Chesterfield Yamaha Tech 3 | Yamaha YZR 250                 | 16     | 5     | 3       | 4       | 3     | 7            | 272    | 2.       |
| 2001   | 500 cm³ | Gauloises Yamaha Tech 3    | Yamaha YZR 500                 | 15     | –     | –       | 1       | –     | 1            | 155    | 5.       |
| 2002   | MotoGP  | Gauloises Yamaha Tech 3    | Yamaha YZR 500 / Yamaha YZR-M1 | 16     | –     | –       | –       | –     | –            | 68     | 11.      |
| 2003   | MotoGP  | D’Antin Yamaha Team        | Yamaha YZR-M1                  | 16     | –     | –       | –       | –     | –            | 101    | 10.      |
| 2004   | MotoGP  | Kawasaki Racing Team       | Kawasaki Ninja ZX-RR           | 16     | –     | –       | 1       | –     | –            | 83     | 10.      |
| 2005   | MotoGP  | Kawasaki Racing Team       | Kawasaki Ninja ZX-RR           | 17     | –     | –       | –       | –     | –            | 98     | 10.      |
| 2006   | MotoGP  | Kawasaki Racing Team       | Kawasaki Ninja ZX-RR           | 17     | –     | 1       | –       | –     | –            | 92     | 14.      |
| 2007   | MotoGP  | Konica Minolta Honda       | Honda RC212V                   | 18     | –     | –       | –       | –     | –            | 47     | 17.      |
| 2008   | MotoGP  | San Carlo Honda Gresini    | Honda RC212V                   | 18     | –     | –       | –       | –     | –            | 126    | 9.       |
| Gesamt | Gesamt  | Gesamt                     | Gesamt                         | 167    | 6     | 7       | 8       | 5     | 9            | 1282   |          |

### In der Superbike-Weltmeisterschaft
| Saison | Team           | Motorrad     | Rennen | Siege | Zweiter | Dritter | Poles | Schn. Runden | Punkte | Ergebnis |
| ------ | -------------- | ------------ | ------ | ----- | ------- | ------- | ----- | ------------ | ------ | -------- |
| 2009   | Aprilia Racing | Aprilia RSV4 | 19     | –     | –       | –       | –     | –            | 86     | 14.      |
| Gesamt | Gesamt         | Gesamt       | 19     | 0     | 0       | 0       | 0     | 0            | 86     |          |

## Verweise